# Erol Önderoğlu

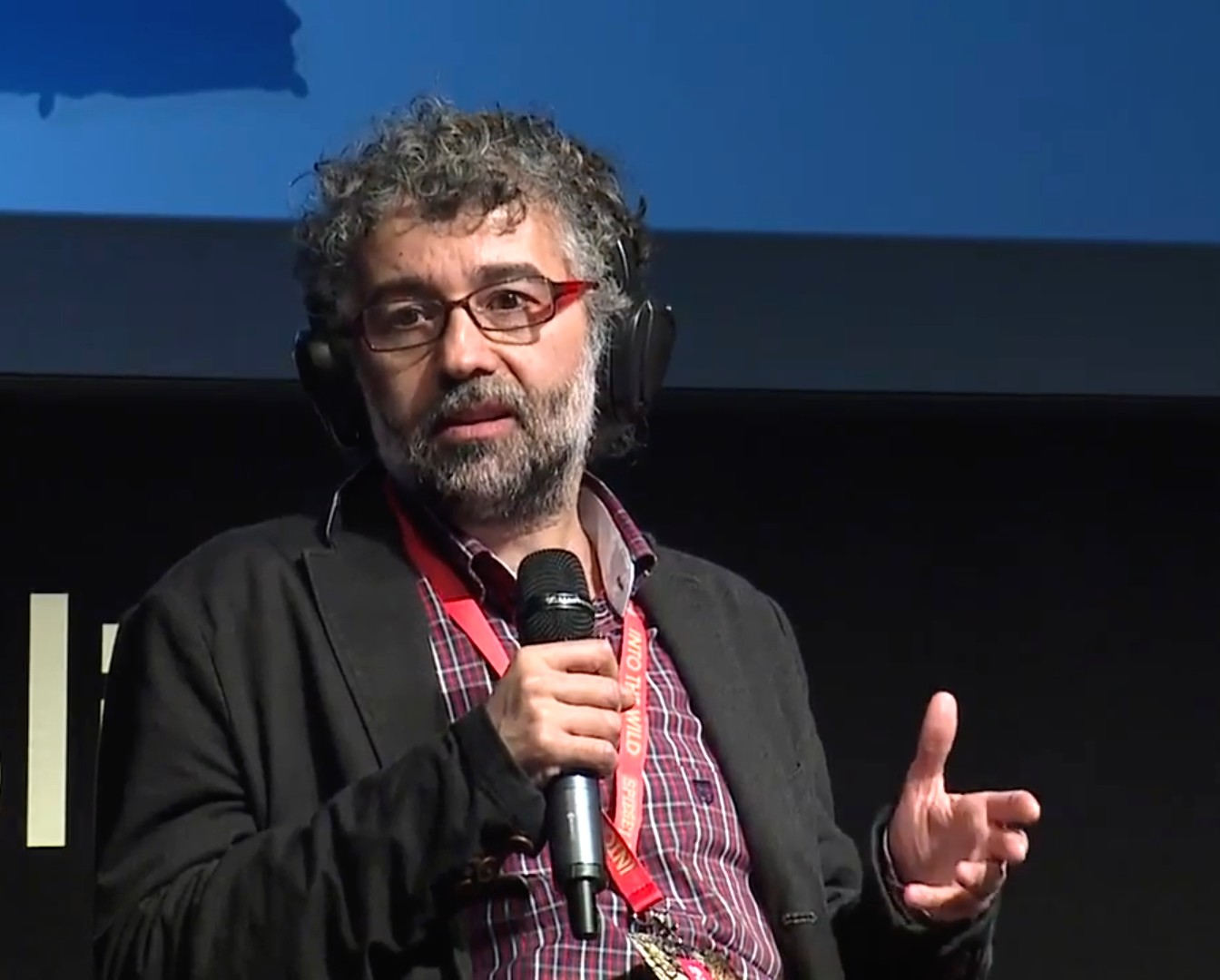
Erol Önderoğlu (2014)

Erol Önderoğlu (* 1969 in Erzincan) ist ein türkischer Journalist.

## Leben
Önderoğlu studierte an der Universität Istanbul französische Philologie und arbeitet seit 1995 als Journalist. Er ist seit 1996 Türkeiberichterstatter und -vertreter von Reporter ohne Grenzen. Außerdem ist er seit 1997 für die Nachrichtenseite Bianet tätig.
Im Jahre 2014 erhielt er von türkischen Journalistenverband Türkiye Gazeteciler Cemiyeti die Auszeichnung für Pressefreiheit. Am 20. Juni 2016 wurde er wegen „terroristischer Propaganda“ in der Türkei verhaftet. Zusammen mit dem Journalisten Ahmet Nesin und der Menschenrechtsaktivistin Şebnem Korur Fincancı wird ihm vorgeworfen, mit seiner Arbeit, die auch in Deutschland als terroristisch eingestufte, Kurdenorganisation Arbeiterpartei Kurdistans (PKK) zu unterstützen. Zehn Tage später wurde Önderoğlu unter Auflagen aus der Untersuchungshaft entlassen.
Hintergrund des Gerichtsverfahrens war die Teilnahme Önderoğlus an einer Solidaritätsaktion für die kurdisch-türkische Tageszeitung Özgür Gündem. Dabei übernahmen Journalisten von Mai bis August 2016 für jeweils einen Tag pro forma die Funktion des Co-Chefredakteurs der Zeitung. Gegen 38 der Teilnehmer wurden Gerichtsverfahren eröffnet.
Önderoğlu ist mit Serpil Önderoğlu verheiratet. Das Paar hat einen Sohn.